# Železniční trať Hostašovice – Nový Jičín horní nádraží
Železniční trať Hostašovice – Nový Jičín horní nádraží byla jednokolejná regionální trať (v jízdním řádu pro cestující označená naposledy číslem 326) o délce 10,2 km. Provoz na trati byl zahájen 1. června 1889. Nádražní budova stanice Nový Jičín horní nádraží je od 30. dubna 2008 trvale uzavřena. Nyní je trať úředně i fyzicky zrušena a na jejím tělese byla v září 2014 otevřena cyklostezka.
Při velkých povodních 24. června 2009 byla trať na některých úsecích silně poškozena a provoz zastaven (přesto na ni ale ještě projel v ten den vlak). Po vleklých diskusích odmítla 22. dubna 2010 SŽDC financovat obnovu. Náhradou vlaků autobusy měl Moravskoslezský kraj ušetřit asi 4 miliony korun ročně.[zdroj?] O obnovu usilovalo především město Nový Jičín; další obce ležící podél trati preferovaly využití pozemku pro cyklostezku.
Číslem 326 byla od prosince 2014 do roku 2019 označená železniční trať Dětmarovice – Petrovice u Karviné, která byla do té doby větví tratě 320.

## Navazující tratě

### Hostašovice
- Trať 323 Valašské Meziříčí – Hostašovice – Veřovice – Frýdlant nad Ostravicí – Frýdek-Místek – Ostrava-Kunčice – Ostrava hl. n.